# Radio Grüne Welle
Radio Grüne Welle ist ein deutschsprachiger, religiöser Hörfunksender aus Südtirol mit Sitz in Bozen. Betrieben wird Radio Grüne Welle von der Diözese Bozen-Brixen. Der Sender überträgt meist leichte Unterhaltungsmusik und/oder Schlager. Außerdem bietet er Informationssendungen (Südtirol Journal) und ein Kulturprogramm. Der Sender ist in weiten Teilen Südtirols über UKW empfangbar. Außerdem kann man ihn über DAB+ empfangen.